# São Brás de Alportel
São Brás de Alportel é uma vila portuguesa no distrito de Faro, região e sub-região do Algarve, com cerca de 4 700 habitantes.
É sede do Município de São Brás de Alportel com 153,37 km² de área e 11 357 habitantes (censo de 2021), sendo um dos seis municípios de Portugal com uma única freguesia (São Brás de Alportel), correspondente à totalidade do território do município. É limitado a norte e leste pelo município de Tavira, a sudeste por Olhão, a sul por Faro e a oeste por Loulé.
Pertence à rede das Cidades Cittaslow.

## História
A primeira referência documental relativa a Alportel data de 1518, quando era Grão-Mestre da Ordem de Santiago, D. Jorge, filho ilegítimo do rei D. João II. S. Brás era, então, uma Ermida anexa à Igreja de Santa Maria de Faro. Ainda no reinado de D. João II, S. Brás de Alportel passa para o domínio directo da Coroa, entrando no património da Casa das Rainhas, porque o rei D. Afonso III não confirmou a doação da localidade à Ordem de Santiago, que havia sido feita por D. Sancho II.
Em 1591, o Bispo D. Francisco Cano ordenara que na Igreja de S. Brás se colocasse um sacrário, elemento indispensável para que o templo pudesse ser elevado a igreja matriz. Assim nasceria a freguesia de S. Brás. Em 1601, numa Bula concedida pelo Bispo Fernão Moniz de Mascarenhas, S. Brás é referido já não como templo ou igreja, mas como lugar. Anos antes, desde 1577, os dicionários corográficos chamam-lhe ou freguesia ou lugar. No ano de 1607 dá-se a separação de alguns povoados que hoje pertencem ao município, das suas regiões de origem.
A história contemporânea de São Brás de Alportel tem origem em 1912, quando o deputado Machado Santos apresentou ao Congresso um projecto de Lei para a criação do município de Alportel, que era então a freguesia rural mais populosa do município de Faro (ao qual viria a ser subtraída) e mesmo de todo o País, quer em área, quer em população (na altura rondava os 12 500 habitantes). Machado Santos, que era grande amigo do sambrasense João Rosa Beatriz, empenhou nessa tarefa grandes esforços até que alcançou a concretização dos seus desejos.
Em 1 de junho de 1914 é publicada no Diário do Governo a elevação a Município da freguesia de S. Brás com a denominação de município de Alportel com sede na Aldeia de São Brás, donde a designação de São Brás de Alportel. O primeiro administrador do novo município foi o alportense João Rosa Beatriz, que mais tarde foi Cônsul em Marrocos.
A igreja de São Brás remonta, provavelmente, ao século XV. Era um templo de uma só nave, pois era uma capela “curada” anexa a Faro. Após a elevação da localidade a freguesia, nos meados do século XVI, logo se iniciaram as obras de reconstrução do templo. A responsabilidade de edificação do novo templo era da população local, que era então de seiscentas pessoas. A igreja estava praticamente concluída em 1565. Em 1587 o bispo do Algarve, D. Jerónimo Barreto, ordenou que o retábulo da capela-mor fosse dourado e pintado.
O sismo de 1755 danificou o templo, nomeadamente a ousia que foi derrubada, mas de imediato o prior ordenou a sua reconstrução. Relativamente à talha, somente sobreviveu um retábulo setecentista proveniente da primeira capela do lado da epístola, junto ao cruzeiro. De grande valor é o património escultórico, composto por cerca de vinte imagens dos séculos XVII a XIX, de que se destaca a imagem de São Libório do século XVIII.
Quando se efectuou a transferência da sede do bispado algarvio de Silves para Faro surgiu a necessidade de construir uma nova residência de Verão para os mais altos membros do clero da diocese.A localidade escolhida foi São Brás de Alportel, sendo os bispos Simão da Gama e D. António Pereira da Silva os responsáveis por grande parte das obras.
Apesar do Palácio Episcopal ser só de um andar, era um edifício nobre com capela particular, salas espaçosas, pátio interior, galeria exterior, jardins com lago, fontes e tanques, alamedas arborizadas e floridas, casa de pombal e pomar. Actualmente o edifício está muito descaracterizado.
Em São Brás de Alportel existe também um Museu Etnográfico do Trajo Algarvio, que se encontra instalado na casa António Bentes.

## Geografia

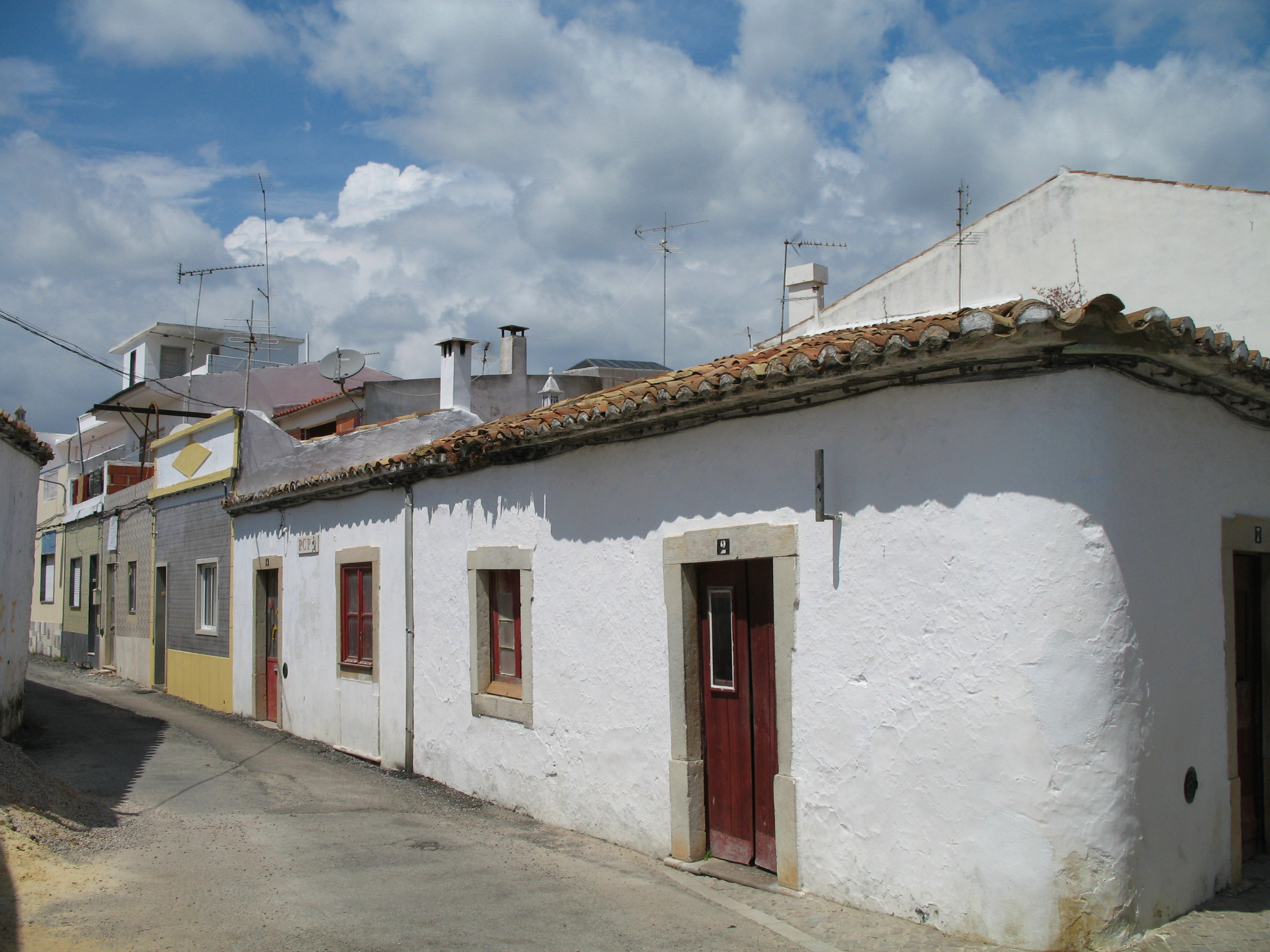
Vista de São Brás de Alportel

O concelho é rico em qualidades ambientais, testemunhadas pela implantação do Sanatório Carlos Vasconcelos Porto, em inícios do século passado.
A nível geográfico, São Brás de Alportel é caracterizado pela transição entre as zonas do barrocal e da serra, divididas pela gola mediterrânica, de solos vermelhos. A norte, a serra ocupa cerca de 65% da área do município, apresentando solos magros, pobres para a agricultura, com xistos e relevo muitas vezes declivoso.
Grande parte da sua flora é constituída por mato, com vegetação densa, mas em algumas áreas podemos encontrar espécies arbóreas de tradição mediterrânica, como sobreiros, medronheiros e azinheiros. No montado de sobro da antiga Serra de Mú, extrai-se cortiça, cuja exploração industrial, em inícios do século XX, foi responsável pelo grande crescimento de São Brás de Alportel e pela sua autonomia do município de Faro. A História da comercialização e indústria da cortiça em Portugal está indiscutivelmente ligada à História de São Brás de Alportel.
A sul, o barrocal, onde os solos são calcários, do jurássico, e de melhor proveito agrícola. As terras aqui são mais férteis, acolhendo pequenas áreas hortícolas, como o pomar misto de sequeiro – as amendoeiras, as figueiras, as alfarrobeiras e as oliveiras – base da saborosa doçaria típica; que coexistem com algumas superfícies de mato, onde predomina o carrasco. O barrocal possui relevos mais suaves, com áreas mais abertas e cotas pouco elevadas. É maior a abundância de água, a justificar a existência de um valioso património etnográfico: fontes, poços e noras, que testemunham a História destes Lugares.

## Demografia
Pela Lei nº 178, de 01/06/1914, foi separada do município de Faro a freguesia de São Brás de Alportel, que passou a constituir um novo município sob a designação de Alportel. A sede deste município é a na aldeia de São Brás que foi elevada à categoria de vila. Os valores relativos aos grupos etários não fazem referência aos anos anteriores à emancipação deste município
De acordo com os dados do INE o distrito de Faro registou em 2021 um acréscimo populacional na ordem dos 3.7% relativamente aos resultados do censo de 2011. No concelho de S. Brás de Alportel esse acréscimo rondou os 5.5%. 
|                | 1920 | 1930 | 1940 | 1950 | 1960 | 1970 | 1981 | 1991 | 2001 | 2011 | 2021 |
| 0-14 Anos      | 3681 | 3195 | 2986 | 2100 | 1902 | 1335 | 1443 | 1185 | 1411 | 1535 | 1503 |
| 15-24 Anos     | 2295 | 2229 | 1853 | 1603 | 1310 | 945  | 892  | 1042 | 1192 | 1001 | 1030 |
| 25-64 Anos     | 4254 | 4747 | 4830 | 4644 | 4660 | 3700 | 3669 | 3651 | 5220 | 5743 | 5789 |
| = ou > 65 Anos | 681  | 740  | 956  | 1106 | 1186 | 1435 | 1502 | 1648 | 2209 | 2383 | 2926 |

★★ De 1900 a 1950 os dados referem-se à população "de facto", ou seja, que estava presente no município à data em que os censos se realizaram. Daí que se registem algumas diferenças relativamente à designada população residente

## Economia

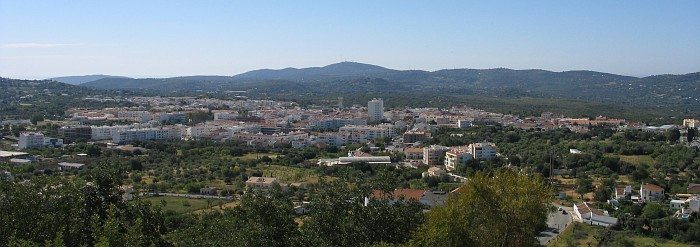
Panorâmica de São Brás de Alportel

No século XIX, São Brás de Alportel tornou-se um importante centro económico. As plantações de sobreiros incentivaram o desenvolvimento comercial e fizeram do município o maior produtor de cortiça de Portugal e do mundo.
Esta situação permitiu a independência do município de Faro, sendo São Brás de Alportel elevada à categoria de município em 1914.
Os sucessivos governos de Lisboa nunca gostaram de uma economia forte no sul do país e desde sempre estiveram interessados que este sector fosse transferido para o interior e Norte do país. Actualmente apenas existe uma empresa transformadora de cortiça e 4 empresas de preparação de cortiça. Na década de '80 existiu uma fábrica de cogumelos, mas esta sem sucesso acabou por fechar as portas.
Os únicos rendimentos provêm da apanha de alfarroba, figo, amêndoa, azeitona e medronho. Relativamente à alfarroba existem 3 intermediários que compram e vendem depois para Espanha juntamente com a amêndoa. Os figos e medronhos vendem-se apenas em duas pequenas indústrias do município que apenas funcionam parte do ano. A azeitona apenas pode ser enviada para o único lagar de azeite no município ou então para Santa Catarina da Fonte do Bispo, em Tavira.
A economia em São Brás de Alportel é semelhante aos restantes municípios do interior do país. O maior empregador é o múnicipio e são as pequenas lojas que ainda criam alguns postos de trabalho. No Verão o município beneficia de alguma actividade túristica, mas sem praias é apenas um parente-pobre.
A falta de indústrias e empresas no município leva a que os quadros superiores residentes em São Brás de Alportel têm de ir trabalhar para os municípios vizinhos, essencialmente Loulé, Faro, Olhão e Tavira ou então vão para Lisboa ou ainda alguns emigram.

## Património
Ver também: Lista de património edificado em São Brás de Alportel
- Conjunto de arquitectura tradicional
- Pousada de São Brás de Alportel
- Calçadinha de São Brás de Alportel

Já no século XVI, existia um convento na pequena localidade. Por causa do seu clima ameno, a localidade foi escolhida para a implantação da residência de verão do bispo do Algarve, cuja construção decorreu entre os séculos XVII e XVIII. No decorrer dos séculos seguintes, o palácio episcopal, construído para proteger do calor nos meses de Verão, foi modificado várias vezes. Actualmente encontram-se preservados apenas uma parte do complexo principal e o poço barroco.
A Igreja Matriz foi edificada após o terramoto de 1755 sobre os alicerces de uma antiga igreja do século XV. Uma visita à Capela de Senhor dos Passos vale igualmente a pena. O interior da igreja está decorado com entalhes em madeira, pinturas e estátuas, e do seu jardim desfruta-se de uma vista fantástica para o mar e da paisagem à volta.
O Centro Cultural António Bentes foi outrora a residência de um criador de caprinos que enriqueceu com o comércio da cortiça. O museu expõe os trajes típicos usados no Algarve nos séculos XIX e XX e é também um bom exemplo da arquitectura daqueles tempos.

## Cultura
Os equipamentos culturais existentes neste município são:
- Cine – Teatro São Brás;
- Galeria e a Biblioteca Municipal;
- Centro Museológico do Alportel;
- Quinta do Peral;
- Moinho do Bengado;
- Jardim da Verbena;
- Centro Explicativo e de Acolhimento da Calçadinha;
- Centro de Artes e Ofícios;
- Casa das Artes

## Política

### Eleições autárquicas[8]
| Data | %     | V     | %       | V       | %            | V            | %              | V       | %              | V      | %              | V        | %        | V        | %              | V   | %              | V  | Participação |                |
| Data | PS    | PS    | PPD/PSD | PPD/PSD | FEPU/APU/CDU | FEPU/APU/CDU | PSN            | PSN     | CDS-PP         | CDS-PP | PSD-CDS        | PSD-CDS  | MPT      | MPT      | PPM            | PPM | CH             | CH | Participação |                |
| ---- | ----- | ----- | ------- | ------- | ------------ | ------------ | -------------- | ------- | -------------- | ------ | -------------- | -------- | -------- | -------- | -------------- | --- | -------------- | -- | ------------ | -------------- |
| Data | 1976  | 48,95 | 3       | 30,67   | 1            | 17,20        | 1              |         |                |        |                |          |          |          |                |     |                |    |              | 57,12 / 100,00 |
| 1979 | 49,46 | 3     | 33,18   | 2       | 13,93        | -            | 68,11 / 100,00 |         |                |        |                |          |          |          |                |     |                |    |              |                |
| 1982 | 39,73 | 2     | 33,09   | 2       | 23,10        | 1            | 69,24 / 100,00 |         |                |        |                |          |          |          |                |     |                |    |              |                |
| 1985 | 21,97 | 1     | 58,62   | 3       | 16,10        | 1            | 64,21 / 100,00 |         |                |        |                |          |          |          |                |     |                |    |              |                |
| 1989 | 55,02 | 3     | 35,80   | 2       | 6,13         | -            | 68,40 / 100,00 |         |                |        |                |          |          |          |                |     |                |    |              |                |
| 1993 | 57,63 | 4     | 26,24   | 1       | 4,61         | -            | 5,59           | -       | 1,44           | -      | 67,21 / 100,00 |          |          |          |                |     |                |    |              |                |
| 1997 | 54,75 | 3     | 29,43   | 2       | 6,79         | -            | 3,48           | -       | 1,52           | -      | 61,78 / 100,00 |          |          |          |                |     |                |    |              |                |
| 2001 | 42,33 | 3     | 38,67   | 2       | 10,12        | -            |                |         | 5,32           | -      | 62,87 / 100,00 |          |          |          |                |     |                |    |              |                |
| 2005 | 68,27 | 4     | 19,59   | 1       | 5,74         | -            | 1,85           | -       | 60,02 / 100,00 |        |                |          |          |          |                |     |                |    |              |                |
| 2009 | 72,99 | 4     | 15,43   | 1       | 6,16         | -            | 2,03           | -       | 55,51 / 100,00 |        |                |          |          |          |                |     |                |    |              |                |
| 2013 | 45,69 | 3     | 40,39   | 2       | 7,66         | -            | 1,85           | -       | 56,47 / 100,00 |        |                |          |          |          |                |     |                |    |              |                |
| 2017 | 61,80 | 4     | CDS-PP  | CDS-PP  | 6,30         | -            | PPD/PSD        | PPD/PSD | 28,44          | 1      | PSD/ CDS       | PSD/ CDS | PSD/ CDS | PSD/ CDS | 56,69 / 100,00 |     |                |    |              |                |
| 2021 | 58,56 | 3     | 29,75   | 2       | 4,69         | -            | 0,61           | -       |                |        |                |          |          |          | 2,99           | -   | 51,97 / 100,00 |    |              |                |

### Eleições legislativas
| Data | %     | %     | %     | %     | %     | %     | %        | %     | %     | %     | %    | %   | %       | % | %  | %  |
| Data | PS    | PSD   | PCP   | CDS   | UDP   | AD    | APU/ CDU | FRS   | PRD   | PSN   | BE   | PAN | PSD CDS | L | CH | IL |
| ---- | ----- | ----- | ----- | ----- | ----- | ----- | -------- | ----- | ----- | ----- | ---- | --- | ------- | - | -- | -- |
| 1976 | 47,67 | 21,44 | 12,20 | 6,99  | 1,15  |       |          |       |       |       |      |     |         |   |    |    |
| 1979 | 37,23 | AD    | APU   | AD    | 1,34  | 37,15 | 16,11    |       |       |       |      |     |         |   |    |    |
| 1980 | FRS   | AD    | APU   | AD    | 1,25  | 39,70 | 13,18    | 35,64 |       |       |      |     |         |   |    |    |
| 1983 | 43,26 | 30,15 | APU   | 4,93  | 0,41  |       | 15,22    |       |       |       |      |     |         |   |    |    |
| 1985 | 25,64 | 35,35 | APU   | 5,40  | 0,99  | 12,85 | 13,71    |       |       |       |      |     |         |   |    |    |
| 1987 | 27,63 | 49,37 | CDU   | 1,80  | 0,42  | 8,78  | 4,40     |       |       |       |      |     |         |   |    |    |
| 1991 | 36,10 | 51,08 | CDU   | 1,93  |       | 4,16  | 0,96     | 1,93  |       |       |      |     |         |   |    |    |
| 1995 | 50,38 | 33,76 | CDU   | 5,31  | 0,48  | 5,52  |          | 0,44  |       |       |      |     |         |   |    |    |
| 1999 | 48,16 | 33,15 | CDU   | 6,87  |       | 5,91  |          | 1,80  |       |       |      |     |         |   |    |    |
| 2002 | 39,40 | 41,75 | CDU   | 7,76  | 5,01  | 1,88  |          |       |       |       |      |     |         |   |    |    |
| 2005 | 50,18 | 26,25 | CDU   | 5,39  | 5,94  | 6,31  |          |       |       |       |      |     |         |   |    |    |
| 2009 | 33,30 | 26,43 | CDU   | 11,57 | 6,87  | 13,16 |          |       |       |       |      |     |         |   |    |    |
| 2011 | 23,34 | 38,98 | CDU   | 13,52 | 7,65  | 5,96  | 1,53     |       |       |       |      |     |         |   |    |    |
| 2015 | 32,95 | CDS   | CDU   | PSD   | 6,97  | 13,66 | 2,26     | 33,31 | 0,73  |       |      |     |         |   |    |    |
| 2019 | 38,73 | 24,90 | CDU   | 3,51  | 5,45  | 11,30 | 3,31     |       | 0,99  | 2,21  | 0,88 |     |         |   |    |    |
| 2022 | 40,08 | 27,73 | CDU   | 1,05  | 3,99  | 5,22  | 1,75     | 0,97  | 10,89 | 4,25  |      |     |         |   |    |    |
| 2024 | 25,93 | AD    | CDU   | AD    | 24,04 | 2,29  | 5,74     | 2,71  | 3,08  | 24,51 | 4,47 |     |         |   |    |    |

## Personalidades destacadas
O famoso poeta árabe, cortesão e político Abenamar nasceu em Xambras (actualmente a vila de São Brás de Alportel), mas foi registado na capital regional, Xilbe (actualmente a cidade de Silves) e viveu de 1031-1086. Carlos Viegas Gago Coutinho nasceu em São Brás de Alportel, mas foi registado em Lisboa a 17 de Fevereiro de 1869. Acabou por falecer em Lisboa, a 18 de Fevereiro de 1959. Foi um geógrafo cartógrafo, oficial da Marinha Portuguesa, navegador e historiador. Juntamente com o aviador Sacadura Cabral, tornou-se um pioneiro da aviação ao efectuar a Primeira travessia aérea do Atlântico Sul, no hidroavião Lusitânia.
Manuel Viegas Carrascalão senior, também nasceu em São Brás de Alportel, em 1905, sendo pai dos politicos timoreses Manuel Carrascalão, Mário Viegas Carrascalão e João Viegas Carrascalão; foi deportado para Timor em 1927 para cumpir 6 anos de degredo sentenciado em Tribunal Militar, após ser preso várias vezes, por pertencer e ser secretário-geral das Juventudes Sindicalistas; esteve em Portugal por ocasião da invasão japonesa a Timor e voltou em 1974, falecendo cá poucos anos depois.
José d'Encarnação, nascido em 1944, é um professor universitário, arqueólogo, historiador e jornalista português que se tem dedicado especialmente às temáticas da presença romana em Portugal e à epigrafia latina. Foi nomeado Professor Catedrático da Faculdade de Letras da Universidade de Coimbra e é membro da Comissão Internacional que preside à organização dos colóquios sobre Línguas e Culturas Paleo-Hispânicas.

## Geminações
A vila de São Brás de Alportel é geminada com a seguinte cidade
- São Miguel, Ilha de Santiago, Cabo Verde[11]

## Galeria

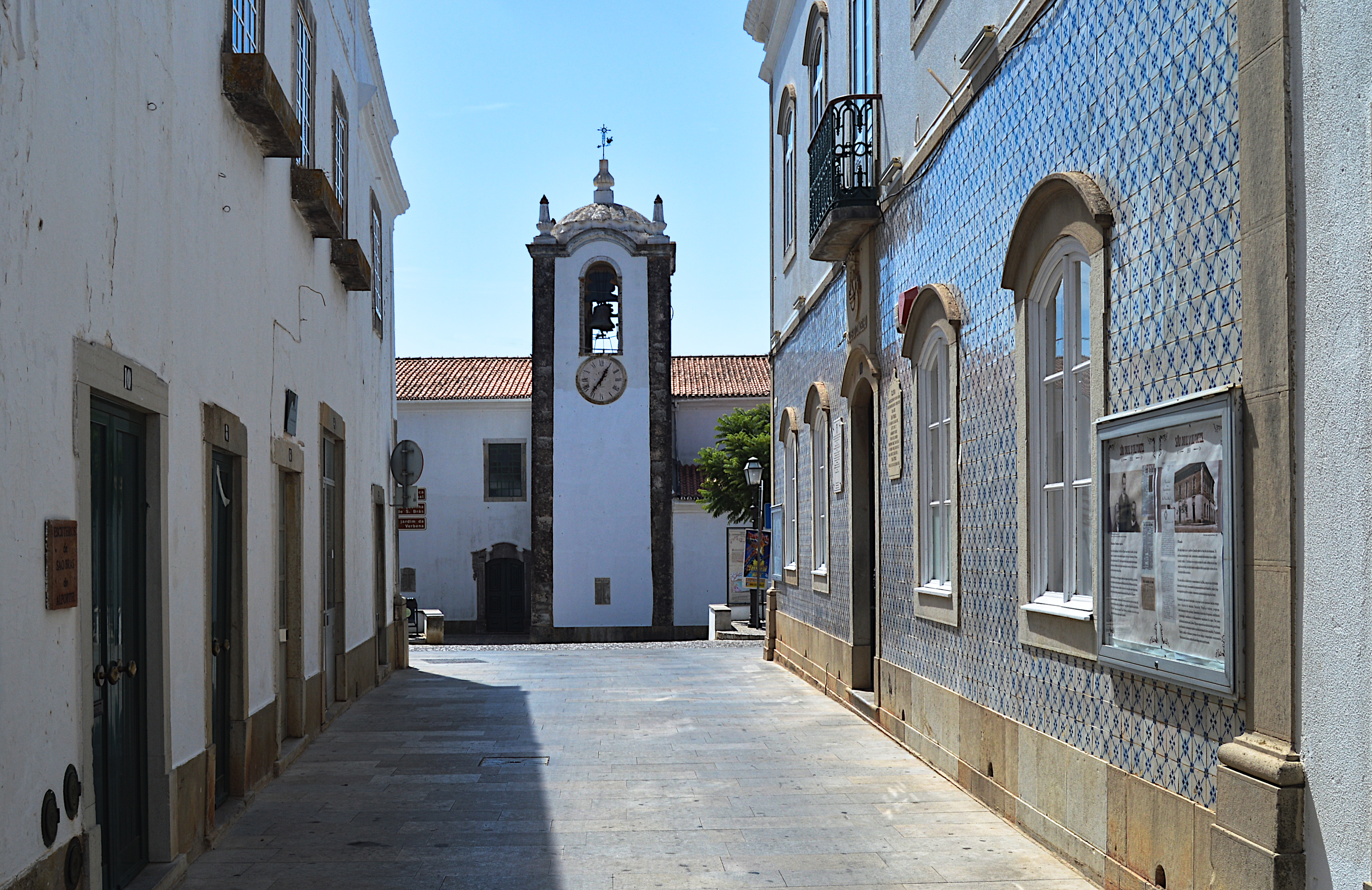
Torre sineira, Igreja Matriz de São Brás de Alportel
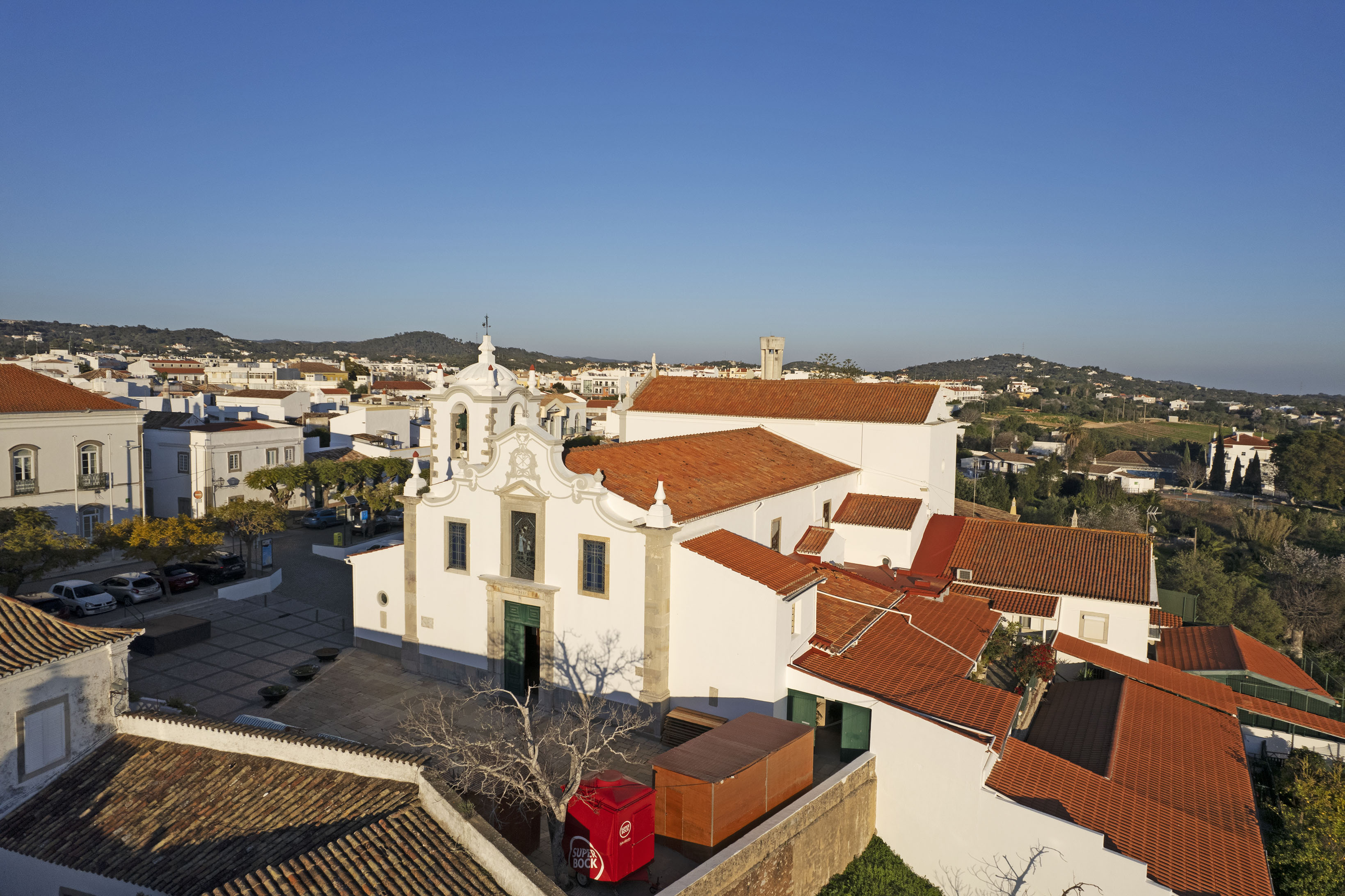
Igreja Matriz de São Brás de Alportel
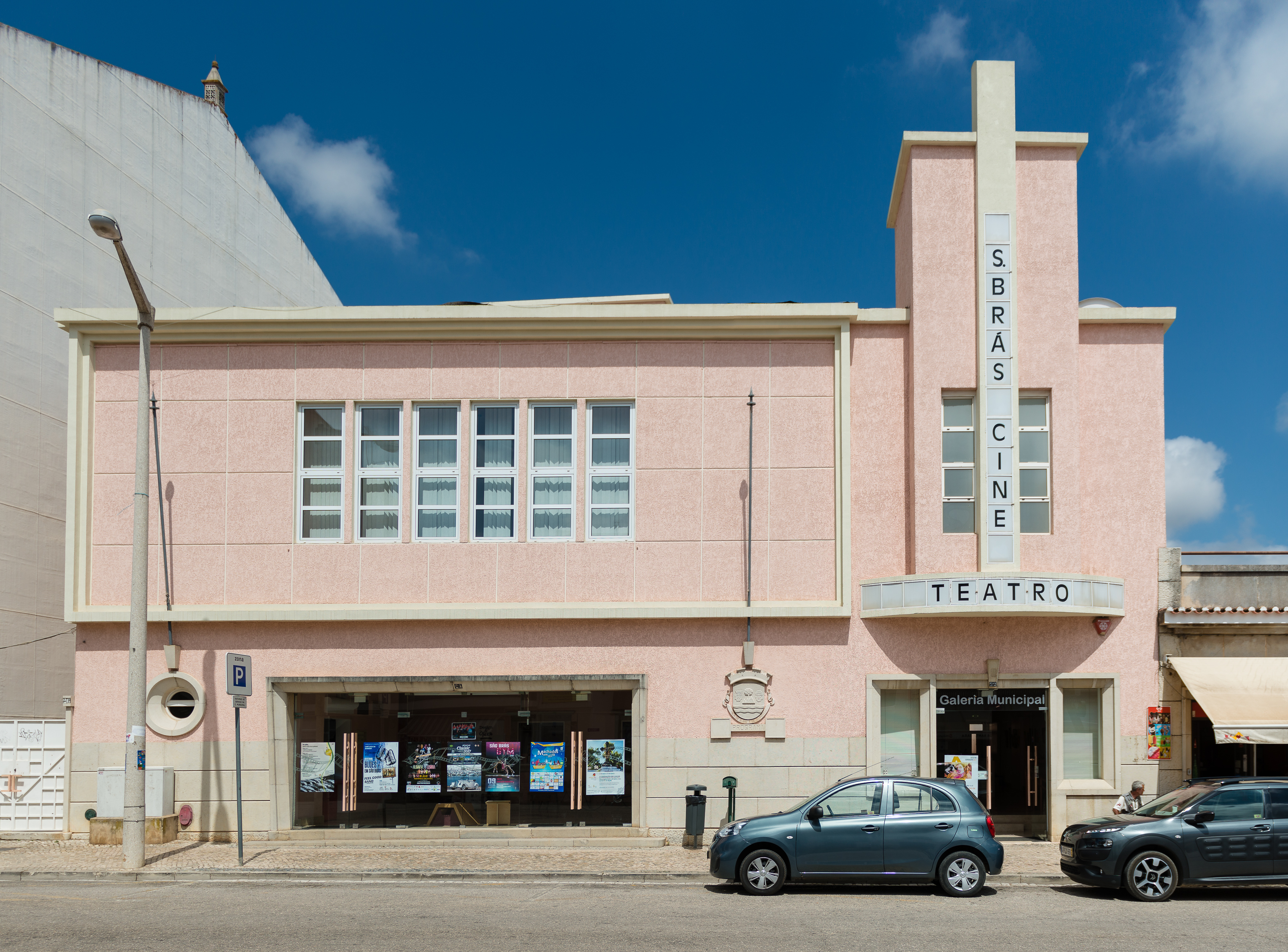
Sala de cinema em São Brás de Alportel
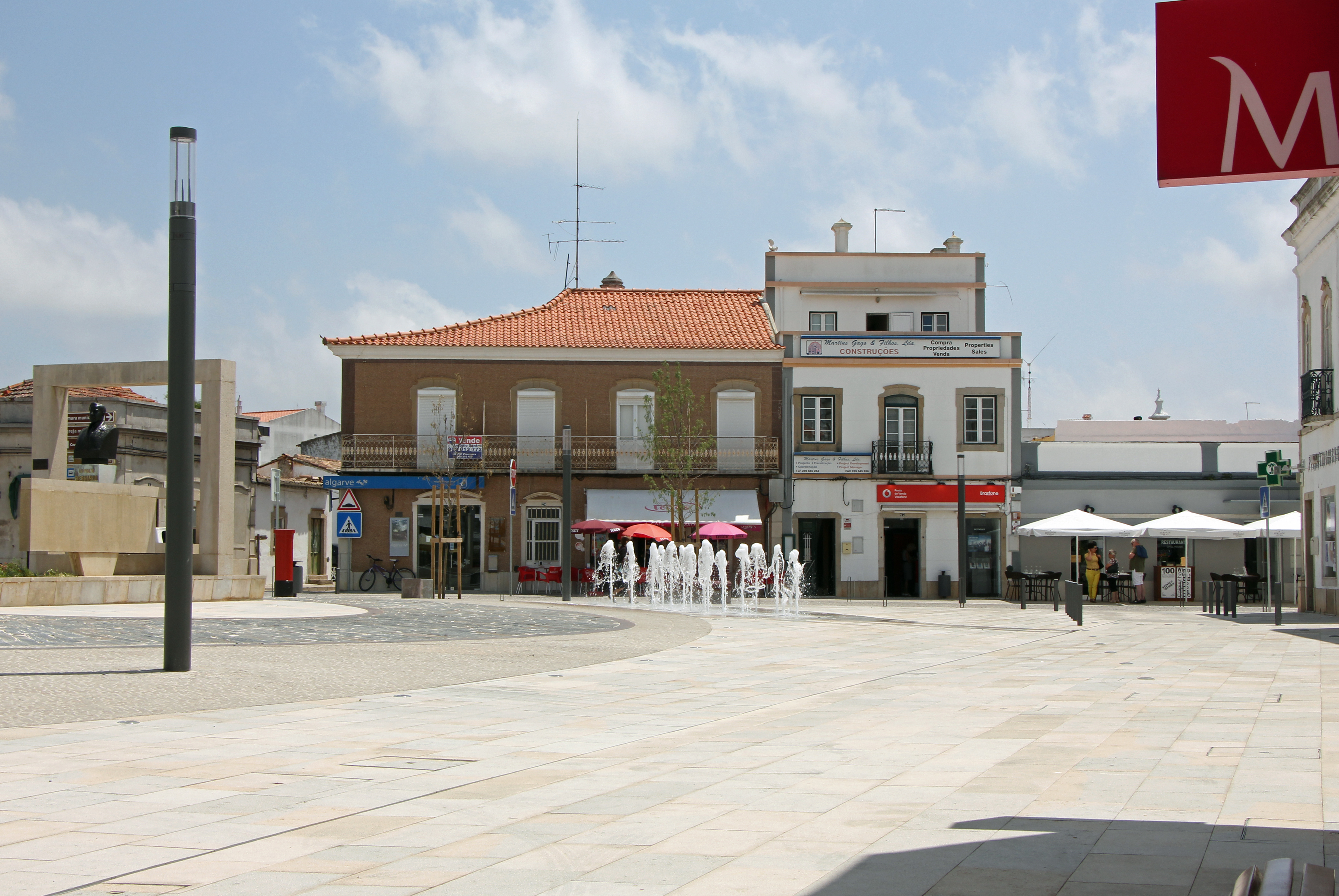
Largo de São Sebastião, São Bras de Alportel
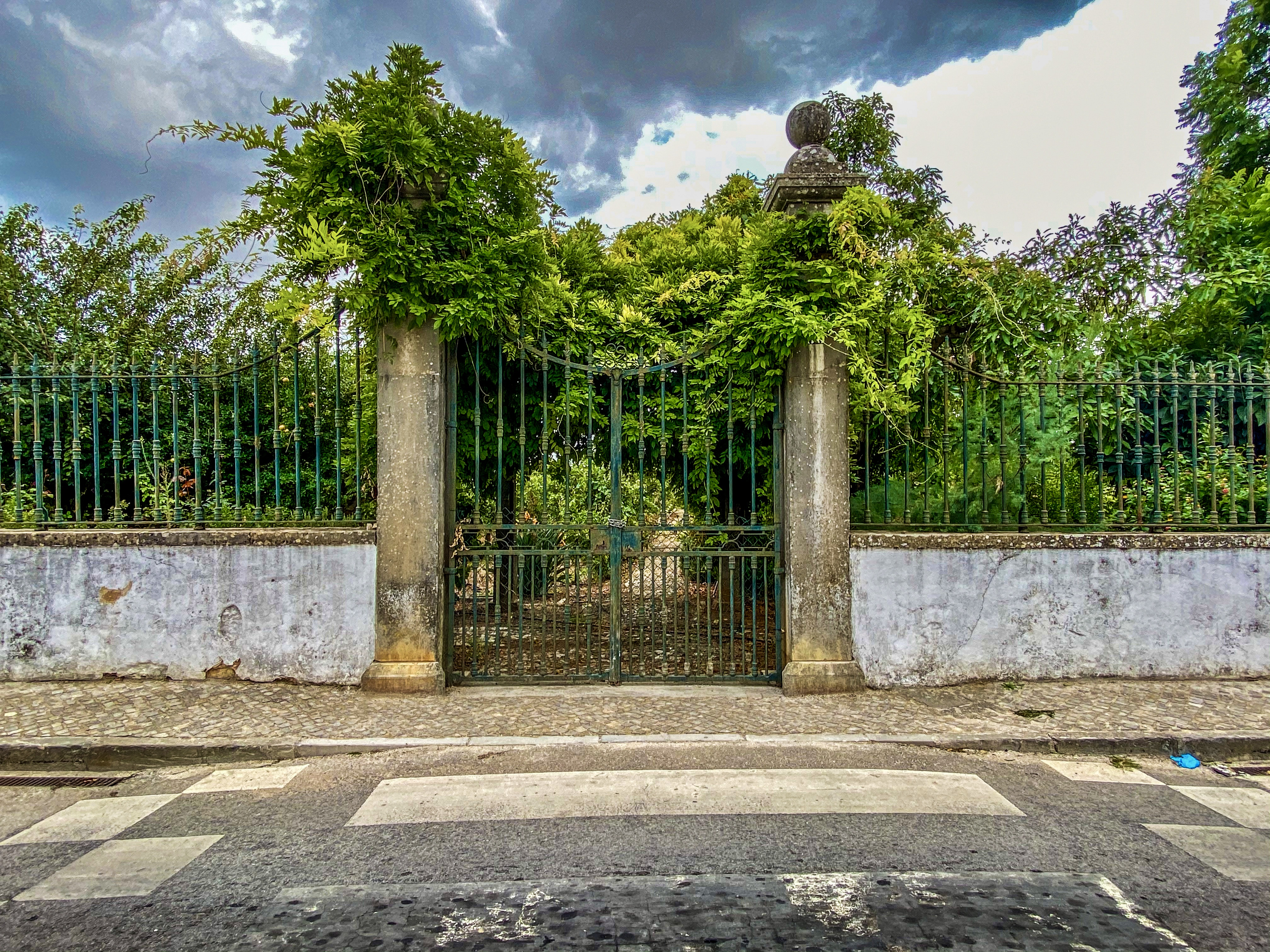
Conjunto de Arquitectura tradicional - conjunto em São Brás de Alportel, Portugal